# Kalondama Tengah
Kalondama Tengah is een bestuurslaag in het regentschap Alor van de provincie Oost-Nusa Tenggara, Indonesië. Kalondama Tengah telt 423 inwoners (volkstelling 2010).